# Esther Hobart Morris
Esther Hobart Morris   (comtat de Tioga i comtat de Wyoming, 8 d'agost de 1814 - Cheyenne, 3 d'abril de 1902) va ser la primera dona jutge de pau dels Estats Units.
La Junta de Comissionats del Comtat de Sweetwater, va nomenar a Morris com a jutge de pau, després del jutge R.S.Barr, qui havia renunciat en protesta per l'aprovació del sufragi femení al territori de Wyoming al desembre de 1869.